# Maude Adams
Pour l'actrice et top-model suédoise, voir Maud Adams.
Pour les articles homonymes, voir Adams.
Maude Ewing Adams Kiskadden connue sous son nom de scène Maude Adams est née le 11 novembre 1872 à Salt Lake City dans l'État de l'Utah et morte le 17 juillet 1953 à Tannersville dans l'État de New York. Elle est une comédienne de théâtre, professeure de théâtre et conceptrice d'éclairage américaine.
Maude Adams est une des actrices les plus populaires de son temps, sa réputation vient principalement de ses interprétations et créations des rôles d'héroïne des pièces de J. M. Barrie, notamment Peter Pan et des rôles de jeunes filles du répertoire Shakespearien.
Maude Adams est la fondatrice du département de théâtre du Stephens College (en) à Columbia dans l'État du Missouri.
Avec le concours de la General Electric, Maude Adams met au point un nouveau type de lampes électriques pour l'éclairage des scènes de théâtre et pour le tournage des films en couleur, elle dépose trois brevets auprès de l'United States Patent and Trademark Office.

## Biographie

### Jeunesse et formation

#### Une mère influente
Maude Adams née le 11 novembre 1872 à Salt Lake City dans l'État de l'Utah, dans un cottage construit par l'Église de Jésus-Christ des saints des derniers jours, est la fille de James Henry Kiskadden, un employé de banque d'ascendance écossaise, et de Asenath Ann Adams, une comédienne professionnelle célèbre dans l'Utah faisant partie de la troupe théâtrale appartenant à Brigham Young. Sa mère bien qu'élevée dans la religion des Mormons s'est mariée en dehors de son église,,,,,.
En 1874, la famille Kiskadden emménage à Virginia City dans l'État du Nevada puis à San Francisco l'État de la Californie.

#### Des débuts précoces
Sa mère, Asenath Ann Adams, lui apprend la comédie et le chant, ce qui lui permet de monter sur scène dès ses quatre ans où elle fait ses débuts en chantant Somebody's coming when the dewdrops fall. Sur les affiches et programmes elle apparaît sous le nom de « Maude Adams » ou de  « Little Maude Adams » ; ce nom de scène est imposé par son père afin de ne pas nuire à son emploi. Ce nom de scène sera le sien tout au long de sa carrière,.

### Carrière

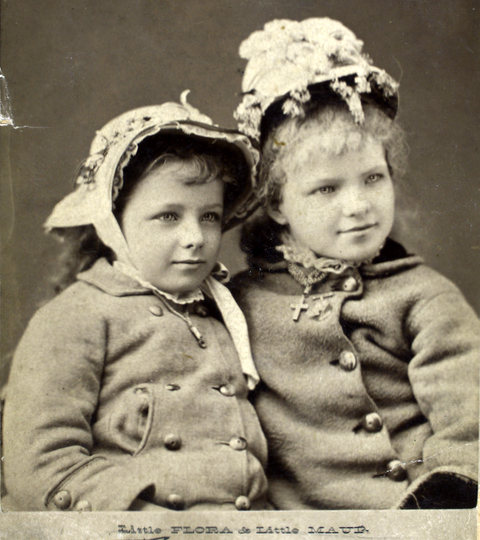
Maude Adams avec Flora Walsh en 1880

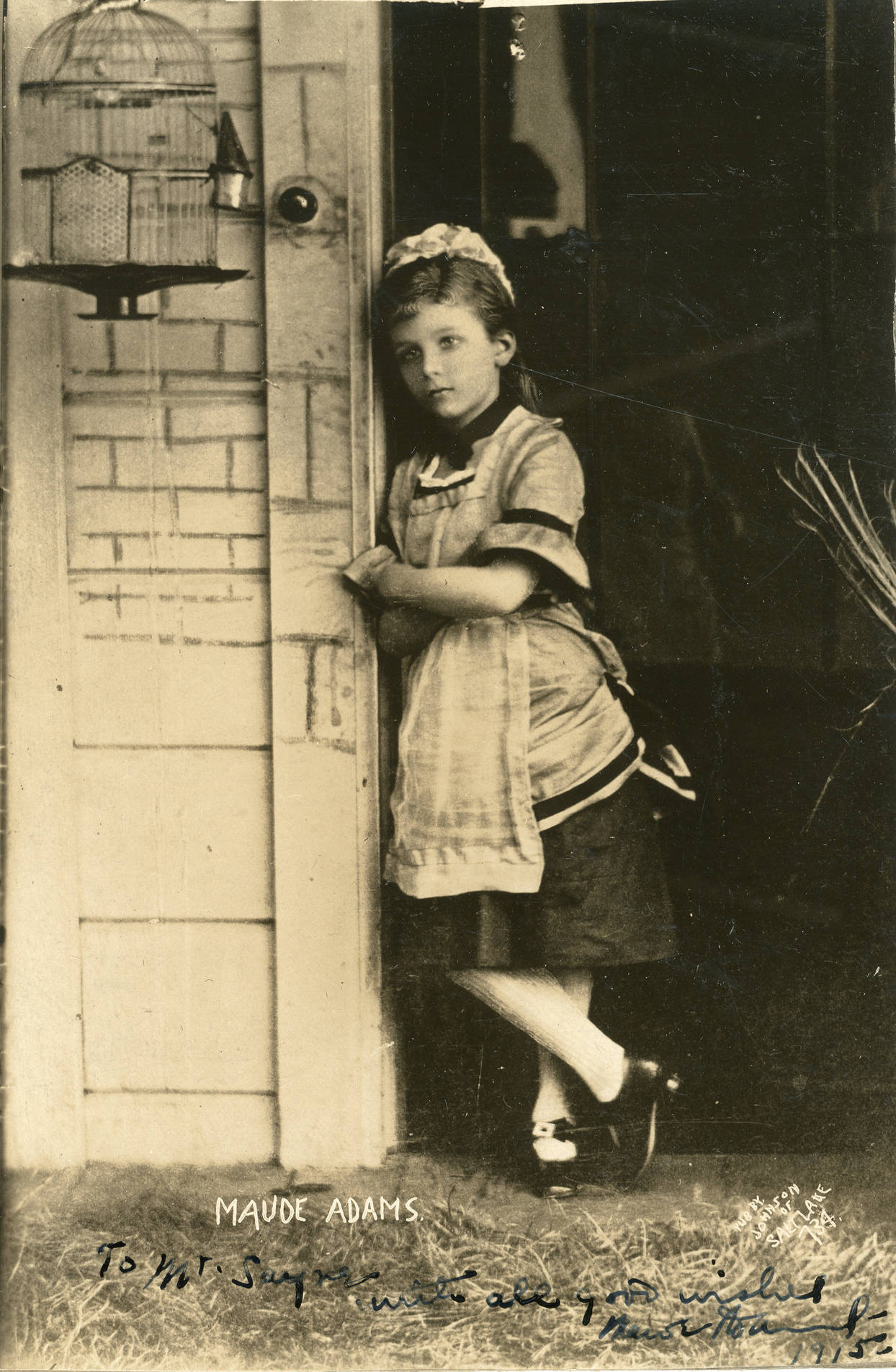
Maude Adams

#### Les débuts (1877-1883)
Le 17 octobre 1877, Maude Adams apparaît pour la première fois comme une comédienne professionnelle lorsqu'elle joue le rôle de la Little Schneider dans la pièce Fritz our Cousin German du dramaturge Joseph K. Emmet puis elle joue, entre autres, le rôle d'Eva dans une des adaptations théâtrales de La Case de l'oncle Tom, ou le rôle de Paul dans la pièce The Octoroon (en) de Dion Boucicault et dès ses dix ans, elle joue dans des pièces telles que Antoine et Cléopâtre et Roméo et Juliette de Shakespeare,,.
Quand elle dépasse ses dix ans, Maude Adams est trop grande pour jouer des rôles d'enfant, aussi ses parents l'envoient chez sa grand-mère à Salt Lake City pour suivre des études au Salt Lake Collegiate Institute devenu en 1902 le Westminster College (Utah) (en), jusqu'en 1883, année où son père meurt le 22 septembre 1883. Le principal du collège, le professeur Millspaugh écrit au sujet de Maude Adams « Maude Kiskadden est une élève excellente]...[ brillante dans ses déclamations de pièces de théâtre avec une totale ignorance de la puissance de ses interprétations ]...[ une élève simple, belle et sans artifice »,,.

#### Premiers engagements professionnels (1888-1896)

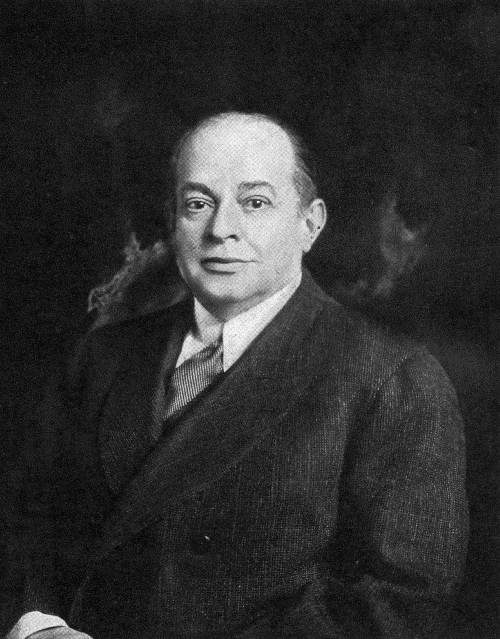
Charles Frohman.

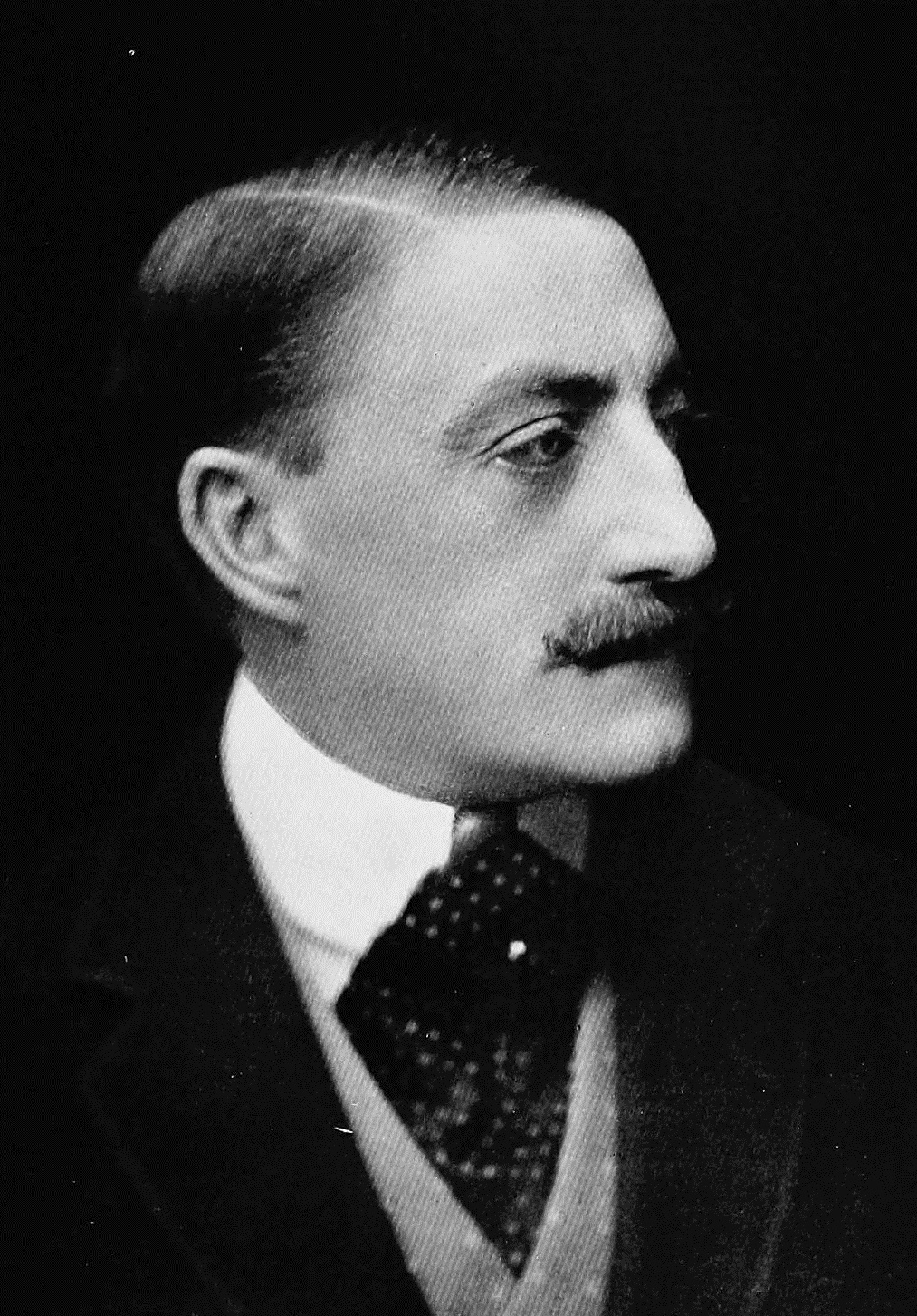
John Drew, Jr.

Après la mort de son père en 22 septembre 1883, Maude Adams rejoint sa mère à San Francisco, elles partent ensemble en tournée. Pour Maude Adams c'est une période d'apprentissage. Elle obtient son premier engagement en son nom propre en août 1888 en jouant dans la pièce The Paymaster. La même année, elle est recrutée par la troupe du comédien Edward Askew Sothern. En 1890, Maud Adams quitte cette troupe pour rejoindre celle dirigée par Charles Frohman. Elle s'y fait notoirement connaître en jouant dans une adaptation théâtrale du Paradis perdu montée en 1891,,.
Charles Frohman voit en Maude Adams une future grande comédienne, aussi pour la mettre en valeur, il la met pour donner la réplique au célèbre acteur de l'époque John Drew Jr.(acteur) (en), notamment en 1892, pour la création de la pièce Masked Ball du dramaturge Clyde Fitch, où elle tient le rôle de Suzanne Blondet. Le critique William W. Appleton qui a assisté à la première, écrit au sujet de Maude Adams « Sa beauté fascinante, la légèreté de son jeu, la finesse de son humour captivent les spectateurs ]...[quand elle joue une scène ou elle est éméchée, elle joue le rôle avec une telle élégance que le plus fervent des partisans de la prohibition ne peut que se rendre devant un tel charme ». Le succès est tel, que le duo Maude Adams, John Drew Jr. est à l'affiche de nombreuses comédies comme The Butterflies, The Bauble Shop, The Imprudent Young Couple, Christopher Junior, The Square of Dames et Rosemary, cela jusqu'en 1896,,,.

#### Maude Adams et James Barrie

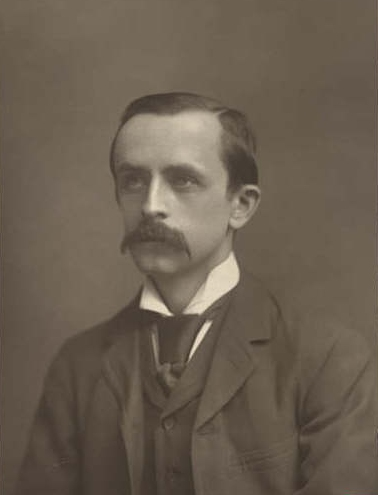
James Matthew Barrie.

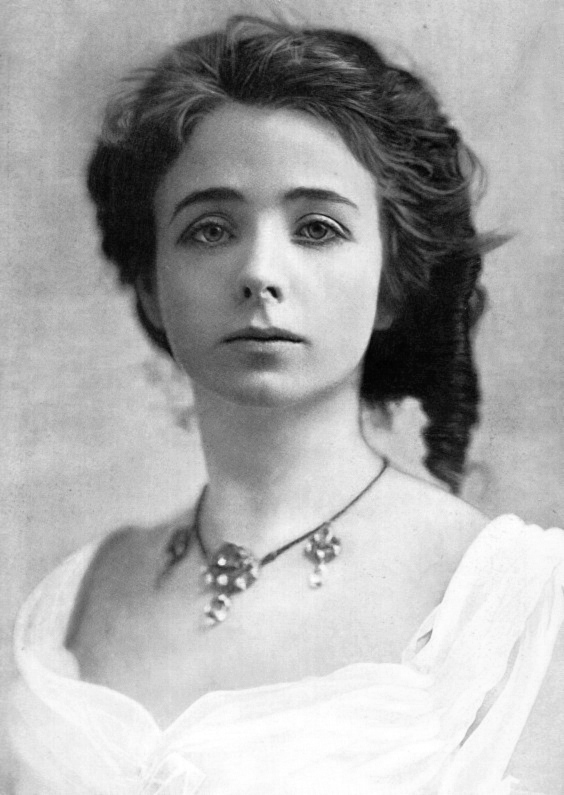
Portrait photographique de Maud Adams réalisé en 1901.

Charles Frohman qui vient de lire le roman The Little Minister de James Barrie, veut le rencontrer pour en faire une adaptation théâtrale pour mettre en valeur Maude Adams. Quand James Barrie assiste à une représentation de la pièce Rosemary, écrite par Louis N. Parker (en) et Murray Carson, où Maude Adams tient le rôle principal aux côtés de John Drew Jr. , il est enthousiasmé, se précipite vers le producteur en disant « voilà mon Babbie ! », Babbie étant un des personnages principaux de son roman The Little Minister. Immédiatement James Barrie se met au travail pour réaliser une adaptation théâtrale de son roman en fonction des qualités d'actrice de Maude Adams. La création de la pièce se réalise 27 septembre 1897 à New York, où Maude Adams tient le rôle de Lady Barbara dite Lady Babbie. Les critiques du New-York Tribune et du New York Times y saluent les performances de Maude Adams. Le succès est tel qu'il y aura 300 représentations jusqu'en juin 1898. C'est le début d'une longue collaboration entre James Barrie et Maud Adams qui s'achève avec la mort de James Barrie en 1937. Elle tient les différents rôles principaux des pièces du dramaturge comme Quality Street (1901), What Every Woman Knows (1908), The Legend of Leonora  (1914), A Kiss for Cinderella (1916) ,,,.

#### Peter Pan

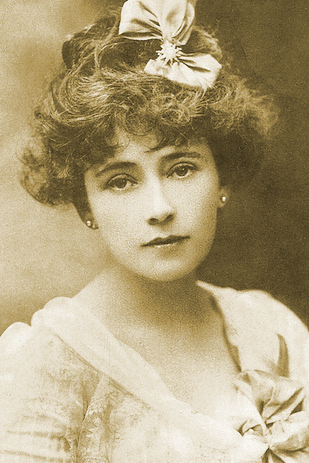
Nina Boucicault.

La complicité entre Maude Adams et James Barrie culmine avec sa reprise du rôle de Peter Pan créé à l'origine par l'actrice britannique Nina Boucicault (en) en 1904 au Duke of York's Theatre (en) de Londres,.

#### Un semi-retrait de la scène
En 1918, Maude Adams, pendant qu'elle fait une tournée de représentation de A Kiss for Cinderella,elle est victime de l'épidémie de la grippe espagnole. Sévèrement atteinte, elle se retire de la scène théâtrale jusqu'en 1931, où elle joue le rôle de Portia de la pièce de Shakespeare Le Marchand de Venise face à Otis Skinner dans le rôle de Shylock.

#### Diversification
En 1934, Maud Adams, anime des émissions radiophoniques ayant pour sujet le théâtre.
En 1937, Maude Adams, sur demande du président Wood du Stephens College (en) à Columbia dans l'État du Missouri, crée le département d'art dramatique, elle y voit l'occasion d'enseigner ses conceptions de la dramaturgie, elle y enseigne et dirige des pièces de théâtre jusqu'en 1950,.
En 1939, Maude Adams réalise une tournée nationale, où elle anime des conférences sur le théâtre.  

#### La collaboration avec la General Electric (1919-1934)
Lors de son travail à Empire Theatre (42nd Street) (en),  Maude Adams soucieuse depuis longtemps de l’éclairage de scène, indispensable pour valoriser tel ou tel acteur à un moment donné d'un pièce,  fait remarquer à Charles Frohman qu'il faudrait remplacer les lampes à arc qui ont le désagrément de tomber en panne de façon imprévisible par un nouveau type d’éclairage de scène. En 1919, elle travaille avec la General Electric pour mettre au point de nouveaux procédés d’éclairage aussi bien pour le théâtre que pour le cinéma. Elle dépose trois brevets concernant de nouvelles lampes d'éclairage,,.  

#### Collaboration avec les studios d'Hollywood
En 1938, Maude Adams est contactée par le studio la Selznick International Pictures pour qu'elle conseille le chef électricien pour le tournage de La Famille sans-souci, où David O. Selznick  pense à lui confier un des rôles. Maud Adams décline l'offre et conseille de confier son rôle à Minnie Dupree (en).  

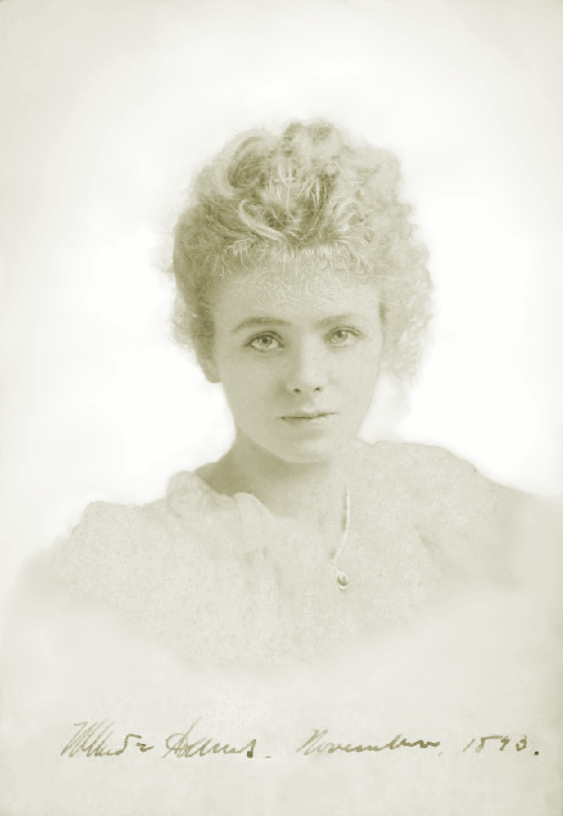
Maude Adams en novembre 1898

### Vie privée
On ne lui connait ni aventures, ni relations durables avec des hommes, il est plus que probable que Maude Adams soit lesbienne, qu'elle a entretenu des relations amoureuses, dans un premier temps, avec Lillie Florence jusqu'en 1902, date de la mort de cette dernière, puis à partir de 1905 elle devient inséparable de Louise Boynton (en) qui décède en 1953. Louise Boyton ne fut pas seulement sa compagne fidèle et dévouée, elle a été aussi sa secrétaire particulière,,.
Maude Adams est une fervente chrétienne, d'origine protestante, elle est tentée par le catholicisme, sans s'y convertir. Régulièrement elle se retire dans des couvents catholiques pour méditer. Au sommet de sa carrière, elle fait des retraites spirituelles  au couvent du Cénacle de New York qui tient de façon permanente une chambre à sa disposition,,.
Âgée de 74 ans, Maude Adams se retire de toute activité professionnelle pour régulièrement se rendre au couvent du Cénacle de New York, puis six ans plus tard, le 17 juillet 1953, elle est terrassée par une attaque cardiaque dans sa résidence de Tannersville. Après les funérailles, elle est inhumée dans le cimetière privé des Sœurs de Notre-Dame du Cénacle situé au couvent de Lake Ronkonkoma dans le comté de Suffolk,,.

### Dans la culture

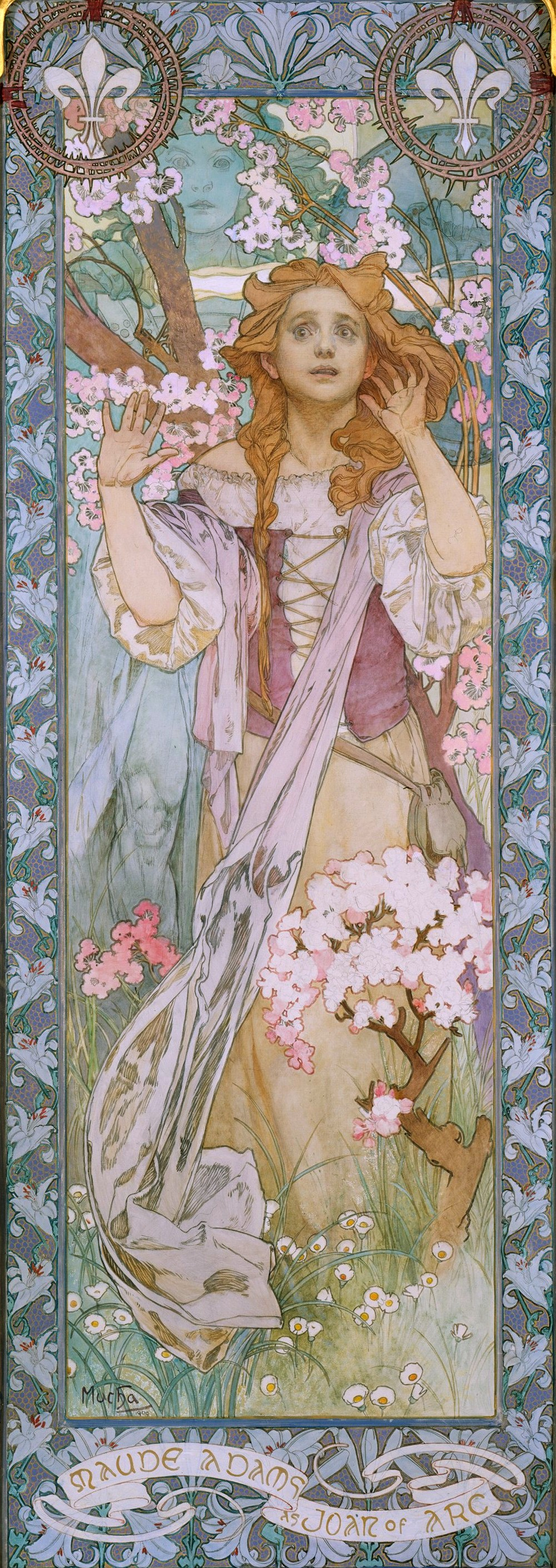
Affiche de Alfons Mucha représentant Maude Adams dans le rôle de Jeanne d'Arc

Richard Matheson, fasciné par le portrait photographique de Maude Adams exposé dans un théâtre, le Piper's Opera House (en) à Virginia City, tombe amoureux de Maude Adams, tant et si bien qu'il s'inspire de certains éléments de la biographie de Maud Adams pour construire le personnage d'Elise McKenna, dans le roman Le Jeune Homme, la Mort et le Temps et repris dans le film Quelque part dans le temps sur un scénario du même Richard Matheson.
En 1909 à New York, Alfons Mucha crée une affiche pour illustrer l'entrée d'un gala qui se tient au Harvard University Stadium, le 22 juin 1909. Cette affiche représente Maude Adams qui joue le rôle de Jeanne d'Arc dans la pièce de théâtre La Pucelle d'Orléans de Friedrich von Schiller. L'original de cette affiche est exposée au Metropolitan Museum of Art de la ville de New York,.

## Pour approfondir

#### Notices dans des encyclopédies et manuels de références
- (en-GB) Chambers Biographical Dictionary, Londres, Chambers Harrap (réimpr. 1999, 2011, 2013) (1re éd. 1897), 1669 p. (ISBN 9780550106933, lire en ligne), p. 12,
- (en-US) Lewis Clinton Strang, Famous Actresses of the Day in America, Boston, L.C. Page and Company (réimpr. 1906, 2010) (1re éd. 1899), 412 p. (ISBN 9781362143192, OCLC 123197960, lire en ligne), p. 13-26,
- (en-US) Forrest Izard, Heroines of the Modern Stage, New York, Sturgis & Walton company (réimpr. 2010) (1re éd. 1915), 390 p. (OCLC 587064658, lire en ligne), p. 324-346,
- (en-US) Barbara Sicherman, Harriette Walker & Carol Hurd Green, Notable American Women : A Biographical Dictionary, vol. 4 : The Modern Period, Cambridge, Massachusetts, Belknap Press of Harvard University Press, 1er janvier 880, 773 p. (ISBN 9780674627338, lire en ligne), p. 5-7. ,
- (en-US) Gerald Bordman, The Oxford Companion To American Theatre, New York, Oxford University Press, USA (réimpr. 1992, 2004) (1re éd. 1984), 745 p. (ISBN 9780195169867, lire en ligne), p. 9-10,
- (en-US) Anne Seagraves, Women Who Charmed the West, Lakeport, Californie, Wesanne Publications (réimpr. 2003) (1re éd. 1991), 177 p. (ISBN 9780961908829, lire en ligne), p. 60-71,
- (en-US) Webster's Dictionary of American Women, New York, Smithmark Publisher, 1er janvier 1996, 699 p. (ISBN 9780765197931, lire en ligne), p. 4-5,
- (en-US) Lynda G. Adamson, Notable Women in American History : A Guide to Recommended Biographies and Autobiographies, Westport, Connecticut, Greenwood Press, 30 août 1999, 455 p. (ISBN 9780313295843, lire en ligne), p. 5,
- (en-US) John A. Garraty & Mark C. Carnes, American National Biography, vol. 1 : Aarons - Baird, New York, Oxford University Press, USA, 1er janvier 1999, 912 p. (ISBN 9780195127805, lire en ligne), p. 115-116. ,
- (en-US) Deborah Klezmer (dir.), Women in World History : A Biographical Encyclopedia, vol. 1 : Aak-Azz, Waterford, Connecticut, Yorkin Publications /  Gale, 8 octobre 1999, 666 p. (ISBN 9780787637361, lire en ligne), p. 55-61. ,
- (en-US) Christy Karras, More than Petticoats : Remarkable Utah Women, Guilford, Connecticut, Globe Pequot Press, 19 janvier 2010, 160 p. (ISBN 9780762749010, lire en ligne), p. 93-104,

#### Essais et biographies
- (en-US) Acton Davies, Maude Adams, New York, F.A. Stokes, coll. « Open Collections Program at Harvard University » (réimpr. 1988, 2019) (1re éd. 1901), 170 p. (ISBN 9781330842683, OCLC 786277989, lire en ligne),
- (en-US) Ada Patterson, Maude Adams : a Biography, New York, Meyer Bros. & Co, 2013 (réimpr. 1969, 1971, 2010) (1re éd. 1907), 164 p. (ISBN 9785518877627, OCLC 1269985, lire en ligne). ,
- (en-US) Phyllis Robbins, Maude Adams : An Intimate Portrait, New York, Putnam, 1er janvier 1956, 346 p. (OCLC 1359013487, lire en ligne). ,
- (en-US) Armond Fields, Maude Adams : Idol of American Theater, 1872-1953, Jefferson, Caroline du Nord, McFarland & Company, 1er juillet 2004, 326 p. (ISBN 9780786419272),
- (en-US) Sarah Crawford, Maude Adams : As Others Saw Her, Kindle, coll. « The Maude Adams Series », 19 novembre 2010, 771 p.,

#### Articles
- (en-US) Lawrence Gilman, « Drama and Music: An Operatic Paolo and Francesca. James Matthew Barrie and Miss Maude Adams Give a Ball for Cinderella », The North American Review, vol. 205, no 735,‎ février 1917, p. 293-299 (7 pages) (lire en ligne ),
- (en-US) « MAUDE ADAMS READY FOR TEACHING CAREER : Arrives at Stephens College to Take Up New Duties as Counselor in Dramatics », The New York Times,‎ 26 septembre 1937, p. 46 (1 page) (lire en ligne ),
- (en-US) « Maude Adams Is Dead at 80 : Won Fame in Peter Pan Role », The New York Times,‎ 18 juillet 1953 (lire en ligne ),
- (en-US) Ouida Meyer, « Beloved Maude Adams' », The New York Times,‎ 5 novembre 1972, p. 295 (1 page) (lire en ligne ),